# Escalaplano
Escalaplano là một đô thị ở tỉnh Sud Sardegna, vùng Sardegna của Ý, có vị trí cách khoảng 50 km về phía đông bắc của Cagliari. Đến thời điểm ngày 31 tháng 12 năm 2004, đô thị này có dân số 2.414 và diện tích là 93,8 km².
Escalaplano giáp các đô thị: Ballao, Esterzili, Goni, Orroli, Perdasdefogu, Seui, Villaputzu.